# Hernanes
Anderson Hernanes de Carvalho Viana Lima (eller bare Hernanes) (født 29. maj 1985 i Aliança (Pernambuco), Brasilien) er en brasiliansk fodboldspiller, der spiller som midtbanespiller.  Tidligere har han spillet for den brasilianske klub São Paulo FC, italienske Lazio, på lejebasis hos Santo André og for Inter og Juventus FC i Italien.

## Landshold
Hernanes står (pr. marts 2018) noteret for 27 kampe og to scoringer for Brasiliens landshold, som han debuterede for i 2008. Han var en del af den brasilianske trup der vandt bronze ved OL i Beijing i 2008.